# Diskuskastning för herrar i friidrott vid olympiska sommarspelen 1992
Diskuskastning för herrar vid olympiska sommarspelen 1992 i Barcelona avgjordes 5 augusti. 

## Medaljörer
| Gren           | Guld                    | Guld    | Silver                   | Silver  | Brons               | Brons   |
| Diskuskastning | Romas Ubartas · Litauen | 65,12 m | Jürgen Schult · Tyskland | 64,94 m | Roberto Moya · Kuba | 64,12 m |

## Resultat

### Kval
| Placering | Grupp A                   | Längd   |
| --------- | ------------------------- | ------- |
| 1.        | Costel Grasu (ROM)        | 63.06 m |
| 2.        | Attila Horváth (HUN)      | 62.26 m |
| 3.        | Dmitriy Kovtsun (EUN)     | 61.62 m |
| 4.        | David Martínez (ESP)      | 61.22 m |
| 5.        | Juan Martínez (CUB)       | 60.34 m |
| 6.        | Dimitrij Sjevtjenko (EUN) | 60.22 m |
| 7.        | Lars Riedel (GER)         | 59.98 m |
| 8.        | Vaclavas Kidykas (LTU)    | 59.98 m |
| 9.        | Ramón Jiménez Gaona (PAR) | 59.78 m |
| 10.       | Mike Buncic (USA)         | 59.12 m |
| 11.       | Imrich Bugár (TCH)        | 58.70 m |
| 12.       | Nikolay Kolev (BUL)       | 58.12 m |
| 13.       | Brian Blutreich (USA)     | 57.08 m |
| 14.       | Simon Williams (GBR)      | 53.12 m |
| 15.       | Dragan Mustapić (IOP)     | 48.80 m |
| 16.       | Herberth Rodríguez (ESA)  | 43.22 m |

| PLACERING | GRUPP B                     | LÄNGD   |
| --------- | --------------------------- | ------- |
| 1.        | Romas Ubartas (LTU)         | 66.08 m |
| 2.        | Jürgen Schult (GER)         | 63.46 m |
| 3.        | Werner Reiterer (AUS)       | 62.20 m |
| 4.        | Anthony Washington (USA)    | 62.18 m |
| 5.        | Roberto Moya (CUB)          | 62.06 m |
| 6.        | Vésteinn Hafsteinsson (ISL) | 60.20 m |
| 7.        | Olav Jenssen (NOR)          | 60.00 m |
| 8.        | Wenge Yu (CHN)              | 59.42 m |
| 9.        | József Ficsór (HUN)         | 58.84 m |
| 10.       | Ray Lazdins (CAN)           | 58.26 m |
| 11.       | Nick Sweeney (IRL)          | 57.68 m |
| 12.       | Mickaël Conjungo (CAF)      | 57.46 m |
| 13.       | Vladimir Zinchenko (EUN)    | 56.94 m |
| 14.       | Christian Erb (SUI)         | 55.16 m |
| 15.       | Khaled Al-Khalidi (KSA)     | 47.96 m |
| —         | Luciano Zerbini (ITA)       | NM      |

### Final
| Placering | Kastare                     | Försök | Försök | Försök | Försök | Försök | Försök | Längd   | Noteringar |
| Placering | Kastare                     | 1      | 2      | 3      | 4      | 5      | 6      | Längd   | Noteringar |
| --------- | --------------------------- | ------ | ------ | ------ | ------ | ------ | ------ | ------- | ---------- |
| 1         | Romas Ubartas (LTU)         | 60.90  | 62.64  | 64.36  | X      | 65.12  | X      | 65.12 m |            |
| 2         | Jürgen Schult (GER)         | 64.26  | 63.54  | 63.84  | 63.38  | 64.94  | 63.08  | 64.94 m |            |
| 3         | Roberto Moya (CUB)          | 64.12  | X      | X      | 62.72  | X      | 62.02  | 64.12 m |            |
| 4         | Costel Grasu (ROM)          | 59.90  | 60.50  | 62.18  | 62.86  | 62.40  | X      | 62.86 m |            |
| 5         | Attila Horváth (HUN)        | 62.50  | 62.72  | 62.82  | X      | 62.56  | 62.06  | 62.82 m |            |
| 6         | Juan Martínez (CUB)         | 61.72  | 61.30  | 61.86  | 62.64  | 62.10  | X      | 62.64 m |            |
| 7         | Dimitrij Kovtsun (EUN)      | X      | 60.04  | 60.58  | X      | 60.66  | 62.04  | 62.04 m |            |
| 8         | Dimitrij Sjevtjenko (EUN)   | 61.78  | 60.92  | X      | X      | X      | X      | 61.78 m |            |
|           |                             |        |        |        |        |        |        |         |            |
| 9         | David Martínez (ESP)        | 59.74  | 59.54  | 60.16  |        |        |        | 60.16 m |            |
| 10        | Werner Reiterer (AUS)       | 60.12  | 58.92  | X      |        |        |        | 60.12 m |            |
| 11        | Vésteinn Hafsteinsson (ISL) | 60.06  | X      | 58.90  |        |        |        | 60.06 m |            |
| 12        | Anthony Washington (USA)    | 59.96  | X      | 58.76  |        |        |        | 59.96 m |            |